# Volcán (Panama)
Volcán è un comune (corregimiento) della Repubblica di Panama situato nella provincia di Chiriquí; è ricompreso nel distretto di Tierras Altas, istituito nel 2017, mentre in precedenza faceva parte del distretto di Bugaba. Si estende su una superficie di 234 km² e conta una popolazione di 12.717 abitanti (censimento 2010).  